# Província d'Oix
La província d'Oix (en kirguís: Ош областы; en rus: Ошская область) és una província (óblast) del Kirguizstan. La seva capital és Oix. Limita amb (segons el sentit de les agulles del rellotge) la província de Jalal-Abad, la província de Naryn, Xinjiang, la Xina, el Tajikistan, la província de Batkén i l'Uzbekistan.

## Història
Els disturbis d'Oix foren uns enfrontaments a la província d'Oix en 1989 entre els uzbeks i els kirguisos.

## Districtes
La província d'Oix té set districtes (llistats segons el sentit de les agulles del rellotge):
| Districte               | Capital       | Localització |
| ----------------------- | ------------- | ------------ |
| Districte d'Uzgen       | Uzgen         | Nord1        |
| Districte de Kara-Suu   | Kara-Suu      | Nord2        |
| Districte d'Aravan      | Aravan        | Nord3        |
| Districte de Nookat     | Eski-Nookat   | Oest         |
| Districte de Chong-Alay | Daroot-Korgon | Sud-oest     |
| Districte d'Alay        | Gul'cha       | Sud-est      |
| Districte de Kara-Kulja | Kara-Kulja    | Est          |